# Martin Atkinson

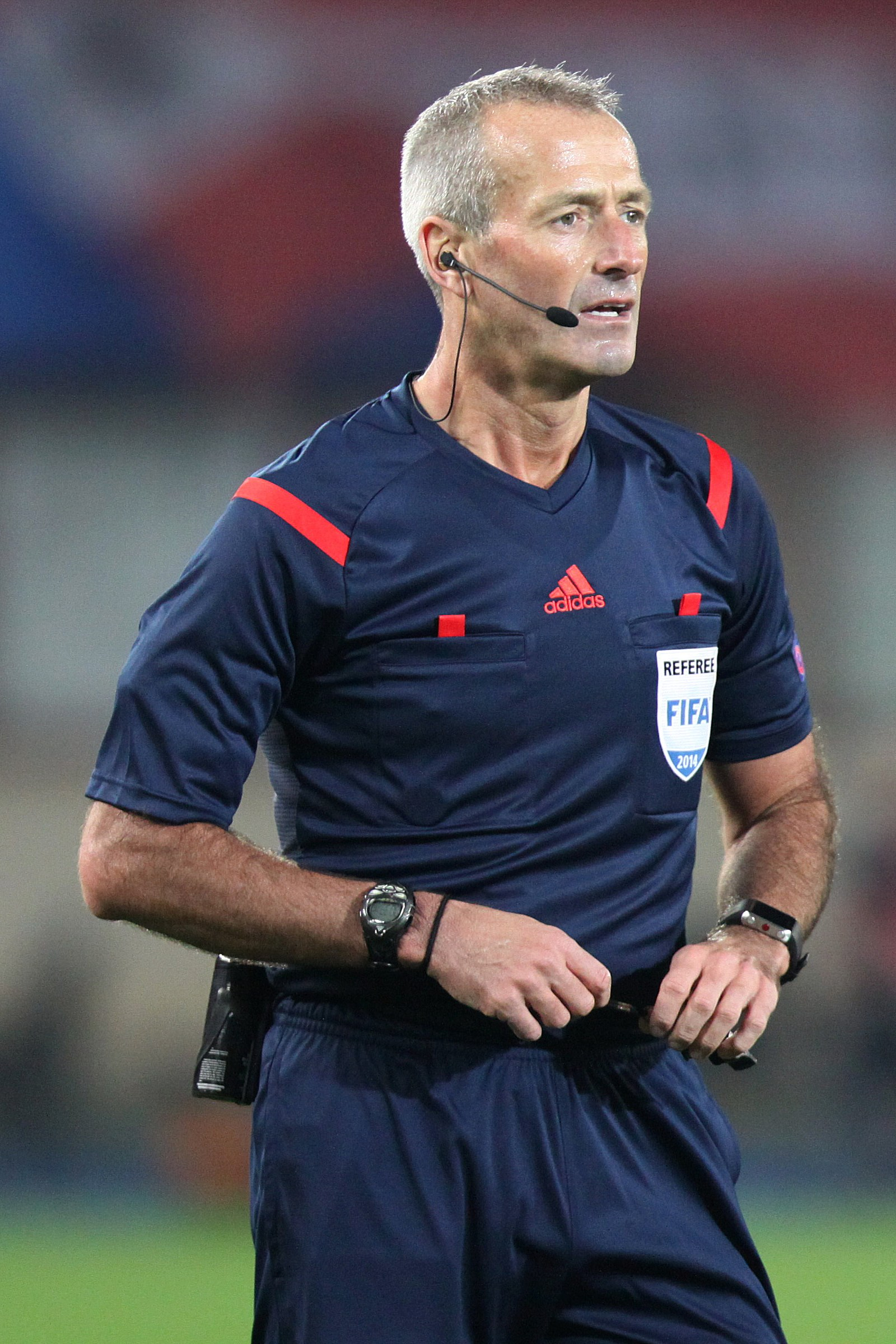
Martin Atkinson

Martin Atkinson (Bradford, 31 maart 1971) is een voetbalscheidsrechter uit Engeland. Hij fluit sinds 2006 op het hoogste niveau in Europa. In eigen land leidde hij onder meer de finale van de FA Cup tussen Manchester City en Stoke City op 14 mei 2011.

## EK-kwalificatie 2016
Op 14 oktober 2014 was Atkinson het middelpunt van een internationale voetbalrel, toen Servië en Albanië elkaar troffen in Belgrado. Het EK-kwalificatieduel werd in minuut 41 van de eerste helft, bij de stand 0-0, stilgelegd nadat een drone het stadion van FK Partizan was binnengevlogen met een omstreden Albanese vlag eraan. Atkinson legde het duel stil nadat Stefan Mitrović de vlag uit de lucht had geplukt.
Het leidde tot schermutselingen tussen spelers. Supporters bestormden het veld en belaagden de Albanese internationals, die werden bekogeld met voorwerpen en daarop naar de kleedkamer vluchtten. Volgens Servische media was de drone een idee van Olsi Rama, broer van de Albanese premier Edi Rama. Die ontkende dat echter.
Supporters uit Albanië werden op voorhand geweerd bij het duel vanwege de explosieve situatie in en rondom Kosovo. De voormalige Servische provincie is door de Albanese meerderheid van de bevolking in 2008 eenzijdig uitgeroepen tot onafhankelijke republiek. Servië beschouwt Kosovo nog altijd als een autonome provincie.
Het was de eerste keer dat beide landen elkaar troffen sinds 1967. Ondanks de spanningen rond Kosovo besloot de UEFA om Albanië en Servië niet uit elkaar te houden bij de loting. Tien dagen later besloot de tuchtcommissie van de Europese voetbalbond om Servië een reglementaire zege (3-0) toe te kennen, omdat Albanië had geweigerd het duel te hervatten. De ploeg van de Nederlandse bondscoach Dick Advocaat kreeg echter ook drie punten aftrek als straf voor de rellen. Servië moet de komende twee thuisduels in de EK-kwalificatie bovendien zonder publiek spelen. De voetbalbonden van Servië en Albanië kregen beide tevens een boete van 100.000 euro. De voetbalbonden van beide landen kondigden meteen aan in beroep te gaan tegen de straf.

## Interlands
| Datum            | Wedstrijd                           | Uitslag | Competitie           | Kreeg geel | Kreeg voor de tweede keer geel en dus rood | Weggestuurd |
| ---------------- | ----------------------------------- | ------- | -------------------- | ---------- | ------------------------------------------ | ----------- |
| 13 oktober 2006  | Moldavië – Turkije                  | 1 – 1   | Kwalificatie EK 2008 | 2          | 0                                          | 0           |
| 6 februari 2007  | Brazilië – Portugal                 | 0 – 2   | Vriendschappelijk    | 0          | 0                                          | 0           |
| 6 september 2008 | Nederland – Australië               | 1 – 2   | Vriendschappelijk    | 0          | 0                                          | 1           |
| 15 oktober 2008  | Tsjechië – Slovenië                 | 1 – 0   | Kwalificatie WK 2010 | 6          | 0                                          | 0           |
| 28 maart 2009    | Montenegro – Italië                 | 0 – 2   | Kwalificatie WK 2010 | 5          | 0                                          | 0           |
| 14 oktober 2009  | Duitsland – Finland                 | 1 – 1   | Kwalificatie WK 2010 | 1          | 0                                          | 0           |
| 14 november 2009 | Portugal – Bosnië en Herzegovina    | 1 – 0   | Kwalificatie WK 2010 | 5          | 0                                          | 0           |
| 3 maart 2010     | Duitsland – Argentinië              | 0 – 1   | Vriendschappelijk    | 6          | 0                                          | 0           |
| 30 mei 2010      | Nigeria – Colombia                  | 1 – 1   | Vriendschappelijk    | 0          | 0                                          | 0           |
| 10 augustus 2010 | Italië – Ivoorkust                  | 0 – 1   | Vriendschappelijk    | 2          | 0                                          | 0           |
| 3 september 2010 | Zweden – Hongarije                  | 2 – 0   | EK-kwalificatie      | 5          | 0                                          | 0           |
| 11 oktober 2010  | Brazilië – Oekraïne                 | 2 – 0   | Vriendschappelijk    | 3          | 0                                          | 0           |
| 29 maart 2011    | Griekenland – Polen                 | 0 – 0   | Vriendschappelijk    | 3          | 0                                          | 0           |
| 7 juni 2011      | Japan – Tsjechië                    | 0 – 0   | Kirin Cup            | 4          | 0                                          | 0           |
| 6 september 2011 | Bosnië en Herzegovina – Wit-Rusland | 1 – 0   | EK-kwalificatie      | 8          | 1                                          | 0           |
| 7 oktober 2011   | Turkije – Duitsland                 | 1 – 3   | EK-kwalificatie      | 2          | 0                                          | 0           |
| 11 november 2011 | Tsjechië – Montenegro               | 2 – 0   | EK-kwalificatie      | 6          | 0                                          | 0           |
| 15 augustus 2012 | België – Nederland                  | 4 – 2   | Vriendschappelijk    | 4          | 0                                          | 0           |
| 7 september 2012 | Bulgarije – Italië                  | 2 – 2   | WK-kwalificatie      | 4          | 0                                          | 0           |
| 11 oktober 2013  | Nederland – Hongarije               | 8 – 1   | WK-kwalificatie      | 4          | 0                                          | 0           |
| 18 november 2013 | Nigeria – Italië                    | 2 – 2   | Vriendschappelijk    | 4          | 0                                          | 0           |
| 5 maart 2014     | Frankrijk – Nederland               | 2 – 0   | Vriendschappelijk    | 2          | 0                                          | 0           |
| 28 mei 2014      | Zuid-Korea – Tunesië                | 0 – 1   | Vriendschappelijk    | 5          | 0                                          | 0           |
| 15 november 2014 | Oostenrijk – Rusland                | 1 – 0   | EK-kwalificatie      | 3          | 0                                          | 0           |
| 18 november 2014 | Argentinië – Portugal               | 0 – 1   | Vriendschappelijk    | 4          | 0                                          | 0           |
| 25 maart 2015    | Schotland – Noord-Ierland           | 1 – 0   | Vriendschappelijk    | 0          | 0                                          | 0           |
| 29 maart 2015    | Brazilië – Chili                    | 1 – 0   | Vriendschappelijk    | 7          | 0                                          | 0           |
| 12 juni 2015     | Kroatië – Italië                    | 1 – 1   | EK-kwalificatie      | 8          | 1                                          | 0           |
| 8 september 2015 | Slowakije – Oekraïne                | 0 – 0   | EK-kwalificatie      | 5          | 0                                          | 0           |
| 10 oktober 2015  | Tsjechië – Turkije                  | 0 – 2   | EK-kwalificatie      | 6          | 0                                          | 0           |
| 17 november 2015 | Denemarken – Zweden                 | 2 – 2   | EK-kwalificatie      | 5          | 0                                          | 0           |
| 12 juni 2016     | Duitsland – Oekraïne                | 2 – 0   | EK-eindronde         | 1          | 0                                          | 0           |
| 22 juni 2016     | Hongarije – Portugal                | 3 – 3   | EK-eindronde         | 4          | 0                                          | 0           |
| 25 juni 2016     | Wales – Noord-Ierland               | 1 – 0   | EK-eindronde         | 4          | 0                                          | 0           |
| 26 maart 2017    | Roemenië – Denemarken               | 0 – 0   | WK-kwalificatie      | 3          | 0                                          | 0           |